# 텔레만의 수난곡

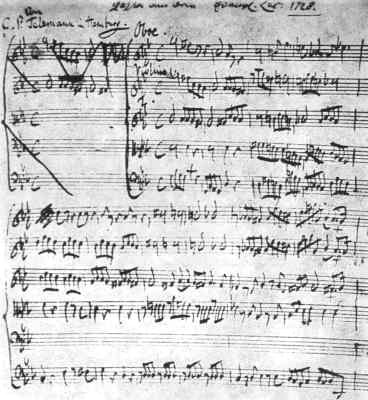
1728년에 텔레만이 쓴 누가수난곡의 자필 악보

1716년부터 1767년까지, 텔레만은 일련의 수난곡을 작곡하였는데, 예수 그리스도의 수난을 반영하는 곡들이였다. 그가 받은 재판부터 십자가에 못 박히기까지의 시간에서 육체적, 영적, 정신적 고통이 잘 나타나 있다. 그것들은 모두 독일 교회의 부활절 전에 연주되었다. 다작의 작곡가 텔레만 답게, 그는 수난곡을 40편 넘게 작곡했으나, 절반 정도만이 남아있다. 또한 그는 여러 수난 오라토리오도 작곡하였다. 이 수난 오라토리오는 수난곡과는 달리, 밀접하게 복음서를 텍스트로 쓰지는 않았다. 일례로, 그의 수난 오라토리오 <세상의 죄를 위해 고통을 받으시며 돌아가신 예수, Der für die Sünde der Welt gemarterte Jesus >는 텍스트로 바르톨트 하인리히 브로케스의 텍스트를 사용했다. 다른 수난 오라토리오 텍스트는 자신이 직접 쓰기도 했다.
텔레만의 많은 수난곡들은 많은 사람들에게 영향을 주는 장르이다. (예를 들어, 그의 후계자인 카를 필립 엠마누엘 바흐는 22개의 수난곡을 작곡했고, 그의 아버지 요한 세바스티안 바흐도 그의 수난곡에 영향을 받았다).
텔레만의 수난곡을 작곡한, 제이슨 벤자민 그랜트는 그의 논문 <게오르크 필립 텔레만의 후기 예배용 수난곡의 서정성의 증가와 성서차용의 감소, The Rise of Lyricism and the Decline of Biblical Narration in the Late Liturgical Passions of Georg Philipp Teleman>(2005년, 피츠버그 대학)에서 크게 세 가지로 나뉜다.

## 구성
```
나는 세 가지의 기간으로 이루어지는 텔레만의 전체 수난곡을 나눈다. 첫번째 기간은 1722년부터 1736년까지의 초기 작품들이다. 이 기간에 쓰여진 15작품 중 4종만 현존한다. 1728년의 마가수난곡, 1728년의 누가수난곡, 1730년의 마태수난곡, 그리고 1733년의 요한수난곡이다.
```

```
두 번째 그룹은 1737년부터 1754년까지이다. 이 기간에 쓰는 수난곡은 총 18개인데, 그중 8작품만이 현존한다. 이 중 두 작품은 패러디이다. 1738년의 마태수난곡과 1749년의 요한수난곡이다. 그것들은 각각 1726년의 마태수난곡과 1741년의 요한수난곡을 패러디한 것이다. 남아있는 여덟개의 작품은 1737년의 요한수난곡, 1741년의 요한수난곡, 1744년의 누가수난곡, 1745년의 요한수난곡, 1746년의 마태수난곡, 1748년의 누가수난곡, 1749년의 요한수난곡, 1750년의 마태수난곡이다.
```

```
마지막 기간은 1755부터 1767년이다. 이 기간에 씌여진 13곡중 현존하는 곡은 11곡이다. 유일하게 소실된 두 곡은 1756년의 누가수난곡과 1763년의 마가수난곡이다.
```